# Gwanmun-dong
Gwanmun-dong (koreanska: 관문동)   är en stadsdel i staden Daegu i den centrala delen av Sydkorea, 230 km sydost om huvudstaden Seoul. Den ligger i stadsdistriktet Buk-gu.